# Stazione di Albuzzano
La stazione di Albuzzano è una fermata ferroviaria posta sulla linea Pavia-Cremona, a servizio dell'omonimo comune.

## Storia
Nonostante la linea fosse stata attivata nel 1866, la fermata venne attivata solo tra la fine dell'800 e gli inizi del '900. Inizialmente soppressa il 1º luglio 1932, venne riattivata il 14 novembre 1938, in corrispondenza della preesistente casa cantoniera alla progressiva chilometrica 10+007, presenziata da un assuntore, ed abilitata al servizio viaggiatori e bagagli.

## Strutture e impianti
Situata presso la frazione Alperolo del comune di Albuzzano, in aperta campagna, la fermata presenta come fabbricato viaggiatori un piccolo casello ferroviario, costruito nel tipico stile delle Strade Ferrate Meridionali; rimasta per molti anni in stato di abbandono e forte degrado ambientale, è stata riqualificata in tempi recenti, con una sistemazione esterna del fabbricato, la costruzione di un parcheggio e l'attivazione di un sistema di annuncio vocale dei treni. È presente un unico binario, servito da una banchina.

## Movimento
La fermata è servita dai treni regionali di Trenord in servizio sulla tratta Pavia–Codogno, con alcune corse prolungate su Cremona, a frequenza oraria in entrambe le direzioni.